# Будь красивою та помовчуй
Будь красивою та помовчуй (фр. Sois belle et tais-toi) — французька чоро-біла кінокомедія 1958 року, знята Марком Аллегре, з Жаном-Полем Бельмондо і Аленом Делоном у головних ролях.

## Сюжет
Якщо дівчина гарна собою, має заводний характер і не має жодного гроша за душею, їй не варто шукати пригод на свою голову. Але героїні фільму не сиділося на місці, і тепер вона тікає і від бандитів, і поліції.

## У ролях
- Жан-Поль Бельмондо — П'єро
- Анрі Відаль — інспектор Жан Морель
- Ален Делон — Лулу
- Даррі Коул — інспектор Жеромь
- Мілен Демонжо — головна роль
- Беатріс Альтаріба — другорядна роль
- Анн Коллетт — другорядна роль
- Рене Лефевр — другорядна роль
- Робер Дальбан — другорядна роль
- Франсуа Дарбон — другорядна роль
- Робер Базіль — другорядна роль
- Габріель Фонтан — другорядна роль
- Роже Анен — другорядна роль
- Шарль Буйо — другорядна роль
- Люсьєн Десано — другорядна роль
- Анрі Куте — другорядна роль
- Ніколь Йонеско — другорядна роль
- Роже Легрі — другорядна роль
- Бернар Мюссон — другорядна роль
- Сюзанн Ніветт — другорядна роль
- Андре Філіп — другорядна роль
- Андре Торан — другорядна роль

## Знімальна група
- Режисер — Марк Аллегре
- Сценаристи — Марк Аллегре, Роже Вадим, Жан Марсан, Габріель Ару, Одетт Жуайє
- Оператор — Арман Тірар
- Композитор — Жан Вінер
- Продюсер — Реймонд Егер